# Vojtěška (jméno)
Vojtěška (řidčeji též Vojtěcha) je křestní ženské jméno slovanského původu. Jejím protějškem je Vojtěch. Podle českého kalendáře má svátek 23. dubna. Význam jména je útěcha vojska.

## Domácké podoby
Vojta, Vojtinka, Vojtuška, Těška, Vojka

## Významné osobnosti
- Vojtěška Baldessari Plumlovská – česká učitelka, novinářka a dramatička
- Vojtěcha Hasmandová – česká katolická řeholnice
- Vojtěška Vlčková – česká sochařka a šperkařka